# Nyctemera evergista
Nyctemera evergista is een beervlinder uit de familie van de spinneruilen (Erebidae). De wetenschappelijke naam van de soort is voor het eerst geldig gepubliceerd in 1780 door Cramer.

## Galerij

Nyctemera evergista in de Iconographia Zoologica